# Новий Артаул
Новий Артау́л (рос. Новый Артаул, башк. Яңы Уртауыл) — село у складі Янаульського району Башкортостану, Росія. Адміністративний центр Новоартаульської сільської ради.
Населення — 881 особа (2010; 811 у 2002).
Національний склад:
- башкири — 78 %